# Greene County (Indiana)
Greene County is een county in de Amerikaanse staat Indiana.
De county heeft een landoppervlakte van 1.403 km² en telt 33.157 inwoners (volkstelling 2000). De hoofdplaats is Bloomfield.

## Bevolkingsontwikkeling

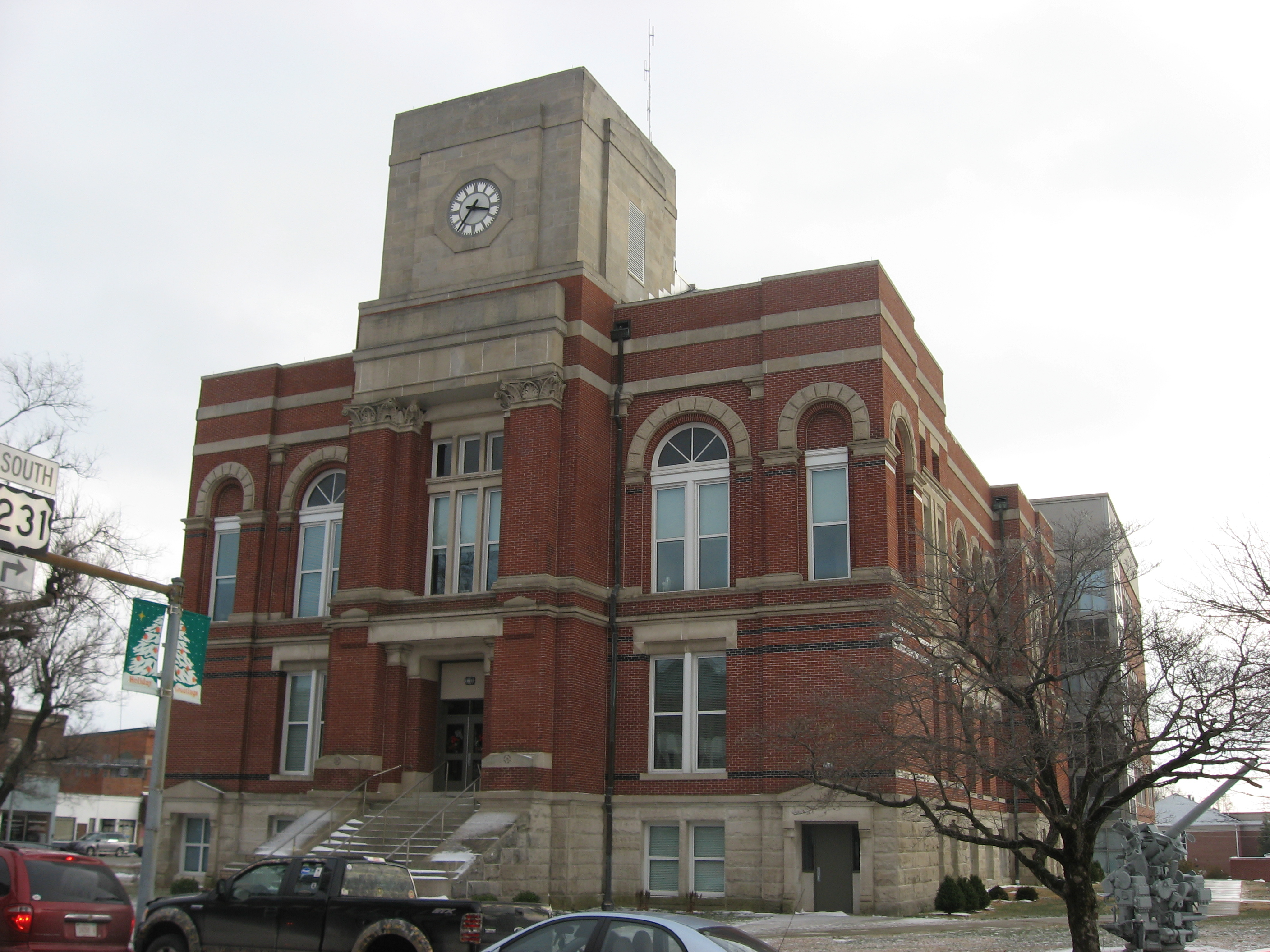
Greene County Courthouse